# يالو (غرغان)
يالو (بالفارسية: یالو) هي قرية تقع في غلستان في إيران. يقدر عدد سكانها بـ 68 نسمة بحسب إحصاء 2016.